# ジャヤーヴァルマン7世
ジャヤーヴァルマン7世（クメール語: ជ័យវរ្ម័នទី៧、1125年 - 1218年?/1220年?）は、クメール王朝の国王（在位：1181年 - 1218年/1220年）。クメール王朝初の仏教徒の国王であり、仏法で国を統治する転輪聖王となることを志して、戦乱で荒廃した国の復興を目標としていた。
彼が行った慈善事業は高く評価され、また数々の軍事遠征を実施する好戦的な性格も持ち合わせていた。碑文においては軍人、政治家としての能力、人格を称賛されている。彼の在位中に王国の版図はチャイヤー、ビルマ、南シナ海沿岸部、ラオス中央に拡大した。
アンコール・トム北のクロル・ロミアス遺跡のほか、タイのピマーイ遺跡とスコータイ遺跡でジャヤーヴァルマン7世を模した彫像が発見されている。

## 生涯

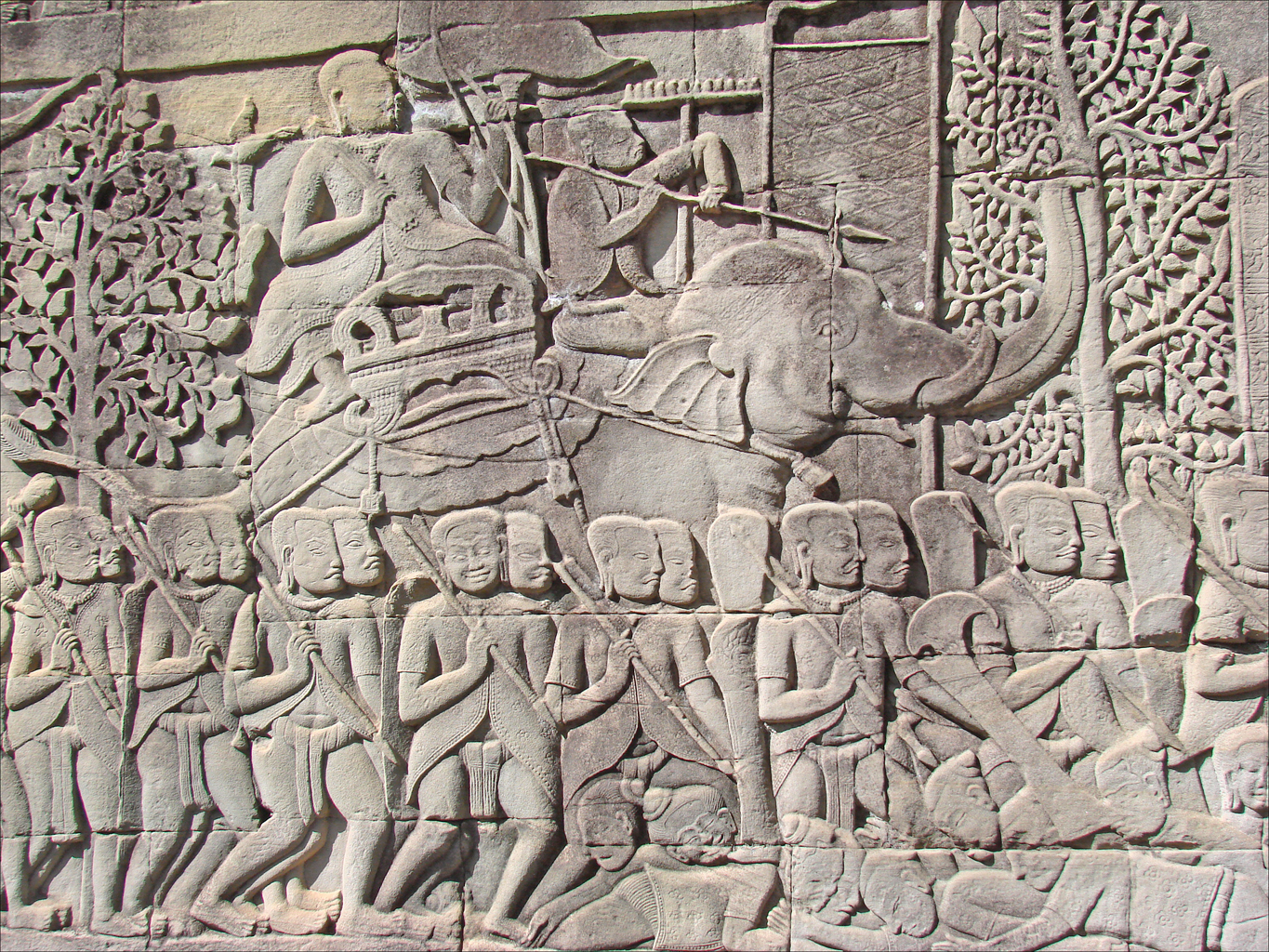
クメールとチャンパの戦闘を描いたバイヨンの浮彫

ダーラニンドラヴァルマン2世を父に持ち、ハルシャヴァルマン3世の娘（あるいはスーリヤヴァルマン2世の孫娘）チューターマニを母に持つ。両親はいずれもクメール王朝から独立した小国の出身だと考えられている。
1169年、チャンパ王国遠征の軍を率いていたジャヤーヴァルマン7世はダーラニンドラヴァルマン2世の死とヤショーヴァルマン2世の即位を知り、軍を引き返した。しかし、帰還中にヤショーヴァルマン2世が暗殺され、ジャヤーヴァルマンは潜伏して機会を待った。
1177年にアンコールがチャンパによって占領されたことを知ったジャヤーヴァルマンは、軍隊を連れてクメールに帰国する。チャンパとの戦闘にあたり、ジャヤーヴァルマンの妻ジャヤラージャデーヴィーは、勤行に身を投じてジャヤーヴァルマンの勝利を祈願した。プリヤ・カーン付近で白兵戦、トンレサップで水上戦が展開され、クメール軍はチャンパ軍に勝利する。戦争で荒廃したアンコール都城を復興した後、1181年にジャヤーヴァルマンは王位に就いた。即位直後にジャヤラージャデーヴィーが没し、ジャヤーヴァルマンは彼女の姉妹インドラデーヴィーを新たに王妃に迎え入れる。国内にはジャヤーヴァルマンの支配が及ばない地域が多く、断続的に反乱の平定が行われた。
1190年に再度カンボジアに侵入したチャンパを撃退、チャンパ領に進攻し、チャンパの首都ヴィジャヤを占領する。チャンパ占領後、ジャヤーヴァルマンは義弟スーリヤジャヤヴァルマデーヴァをヴィジャヤの王に、腹心のチャンパ人スーリヤヴァルマンをパーンドゥランガの王に任命した。ジャヤーヴァルマンはスーリヤヴァルマンを実子同様に養育していたが、スーリヤヴァルマンはヴィジャヤで起きた反乱を鎮圧した後クメールから独立する。1203年にスーリヤヴァルマンの叔父ダナパティ・グラーマを派遣してチャンパを再征服し、1220年までクメールはチャンパを支配下に置いた。
1218年にクメールは南宋の朝廷に使節を派遣、ジャヤーヴァルマンは使節の派遣と同じ時期に没したと考えられている。ジャヤーヴァルマンの死後からクメール王朝の衰退が始まり、西部に居住するタイ人の台頭によってアンコールを中心とした水陸のネットワークは崩壊する。

## 政策

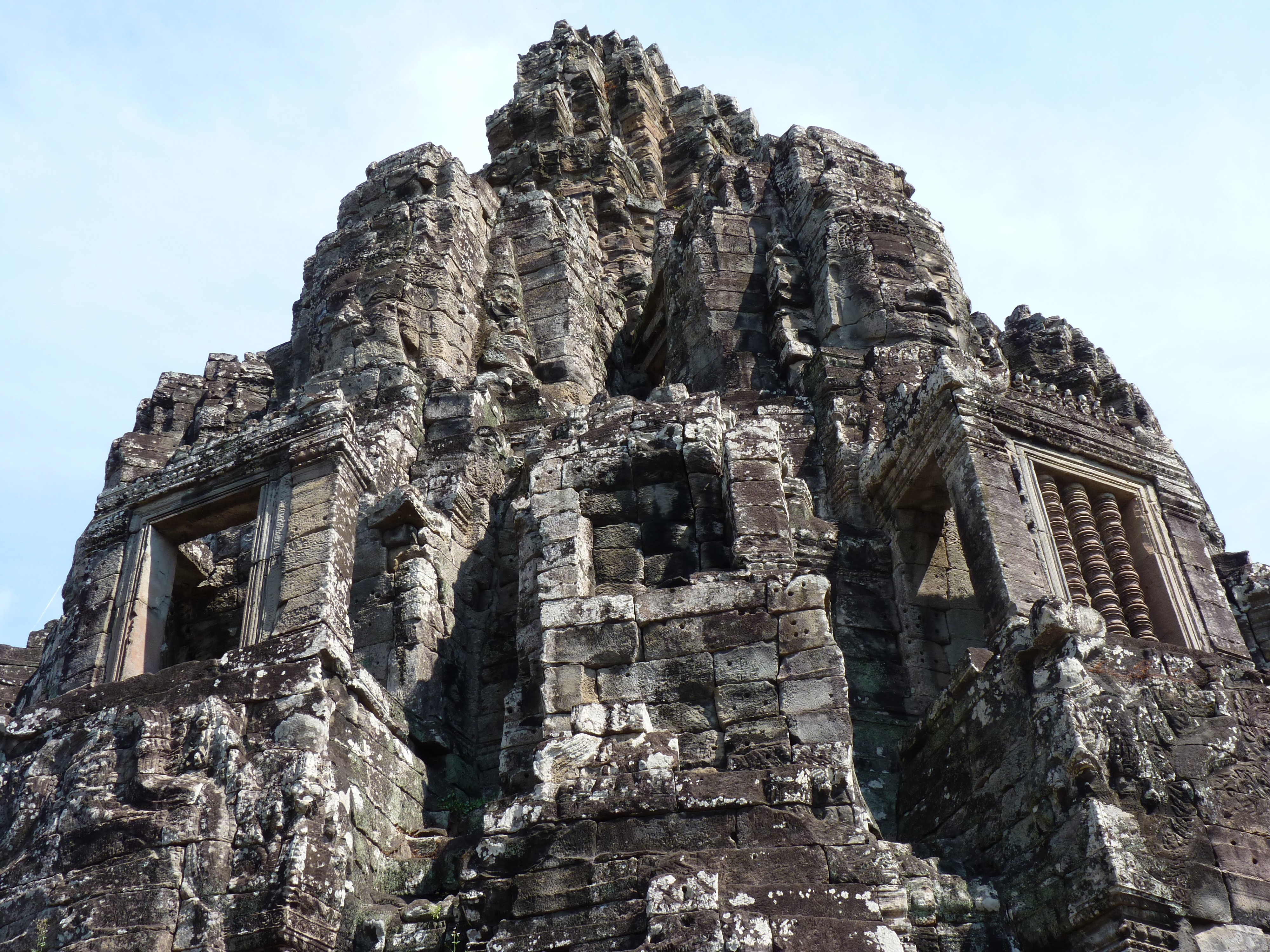
バイヨン

ジャヤーヴァルマン7世は即位後チャンパの破壊で荒廃した首都の再建に取り掛かった。
再度のチャンパ王国の襲来に備えて防衛に重点が置かれ、新たに建設された首都アンコール・トムには高さ約8mの城壁と幅約100mの外濠が設けられた。チャンパ軍から略奪を受けた寺院の再興に取り掛かり、バンテアイ・クデイを皮切りにタ・プローム、プリヤ・カーンなどの寺院を再建した。ジャヤーヴァルマンはスーリヤヴァルマン2世らが居城としたピミアナカスを王宮に定め、象のテラス、ライ王のテラスを造営した。
また、王城の建設に付随してバイヨンなどの仏教寺院が新たに建立された。バイヨンはアンコール美術最盛期の象徴とも言われ、バイヨンに刻まれた浮彫にはチャンパ王国との戦いをテーマにしたものが多い。アンコール・トムの人口増加に対して、東西バライの北に新たなバライを建設した。壮麗なアンコール・トムはジャヤーヴァルマンの信仰心の表れとも言える。
首都を中心とした王道に沿って102の病院（アーロギャーシャーラ）を建設し、主要な道路には16kmごとに宿駅が設置された。整備された道路と石橋は地方で起きた反乱の鎮圧を容易にし、民衆の生活にも役立った。ヤショーヴァルマン1世の治世から存在していた病院を再組織化し、ジャヤーヴァルマン自身が病人の療養と薬剤の供給に携わっていた。碑文においてジャヤーヴァルマンは「身体を冒す病は心も蝕む。民の苦しみが大きくなれば王の苦しみもそれだけ大きくなる」と述べた。
しかし、寺院の建立のために民衆に重税と労役が課され、寺院で執り行われた祭礼には多量の費用を要した。加えて軍事賦役により、国の弱体化が進行した。

## 家族
- 妃：ジャヤラージャドゥヴィー

## ジャヤーヴァルマン7世を題材とした作品
- 癩王のテラス（1969年） - 三島由紀夫作の戯曲
- シヴィライゼーションVI（2016年） - フィラクシス・ゲームズ社のコンピュータゲーム